# Torre de Vivet
Torre de Vivet és una masia d'Esponellà (Pla de l'Estany) protegida com a bé cultural d'interès local.

## Descripció
Al veïnat de les Caselles es troba la Torre de Vivet. Està formada per un cos central amb diversos cossos annexos. Tot el conjunt ha estat molt modificat en la última restauració.
El cos principal és de planta rectangular amb tres crugies i tres plantes. La teulada és a doble vessant amb el carener paral·lel a la façana principal. Les obertures estan emmarcades amb pedra i amb ampits motllurats. A la part més occidental d'aquesta façana hi ha un cos annex de planta baixa i un pis, amb teulada a doble vessant amb el carener perpendicular al de l'edifici principal. A la façana oest hi ha un contrafort i una antiga porta d'entrada amb arc de mig punt adovellada. Al costat est hi ha una torre de planta circular adossada.
Al nord-est de la masia s'hi troba l'ermita de la Trinitat, que té una porta de llinda arquejada amb la data "1650" inscrita.

## Història
La masia havia estat un mas senyorial medieval. A partir del segle xiv es documentada la família Corts que va ser propietària de la casa fins a l'any 1601 quan mor Montserrat i la deixa en herència a la seva filla Magdalena, casada amb Jerònim de Palol. Més endavant passà a mans dels Vivet, els Códol, els Travy i, finalment, els Pozo.